# Lex Bollmora
Lex Bollmora, (1959:605) är smeknamnet på en lag som antogs år 1959 i Sverige. 
Lagen ger kommunala fastighetsbolag möjlighet att bygga bostäder utanför den egna kommunen. Annars är det en princip att kommunala skattepengar bara ska komma de egna invånarna tillgodo.
Namnet Lex Bollmora kommer sig av att det var i Bollmora, Tyresö kommun, Stockholms län som ett par bostadsbolag i Stockholms stad byggde sina första bostäder utanför den egna kommunen. Lagen kom till beroende på att det var brist på mark att bygga bostäder på i Stockholm och Tyresö kommun ville expandera. Tyresö kommun hade 5 000 invånare[källa behövs] och kunde inte finansiera byggena självt. Beroende på formella hinder i lagar så kunde inte Stockholm delta i byggandet, inte förrän en förändring av lagen antagits, och detta var startskottet för att Tyresö växte till dagens drygt 40 000 invånare. I början av 1960-talet hade Stockholms län utom Stockholms stad 594 000 invånare(1965)och 1 171 000 år 2008. Utan lagen hade inte alls så många bostäder kunnat byggas utanför Stockholms kommun.[källa behövs] Miljonprogrammet år 1965-1975 hade varit svårt att genomföra, särskilt om den förutsattes vara utformad som glesa och separata förorter.[källa behövs]